# Maurice Delage
Maurice Delage (teljes nevén Charles-Maurice Delage; (Párizs, 1879. november 13. – Párizs, 1961. szeptember 19.) francia zeneszerző. Maurice Ravel tanítványa volt. Zenéjére Claude Debussy is hatott. 

## Életpályája
Az 1900-as évek elejétől Maurice Ravel tanítványa volt. Sokat utazott távol-keleti országokban és azoknak a zenei kincsét dolgozta fel,  Raveléhez hasonló modorban. 

## Képgaléria

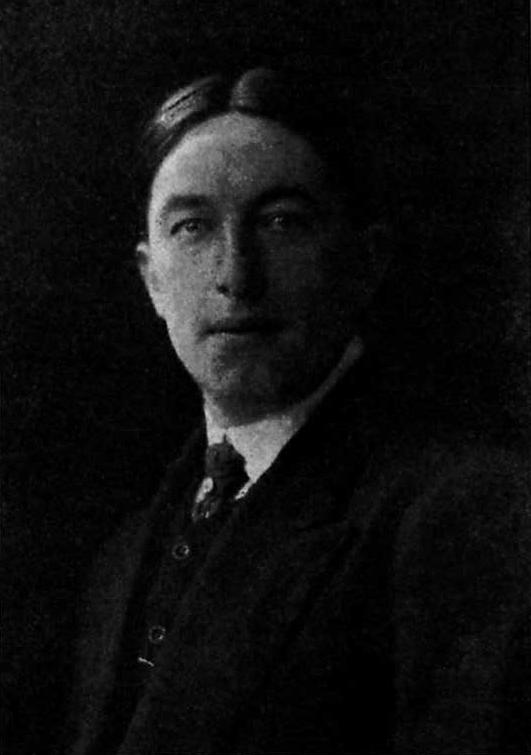
Arcképe 1912-ből
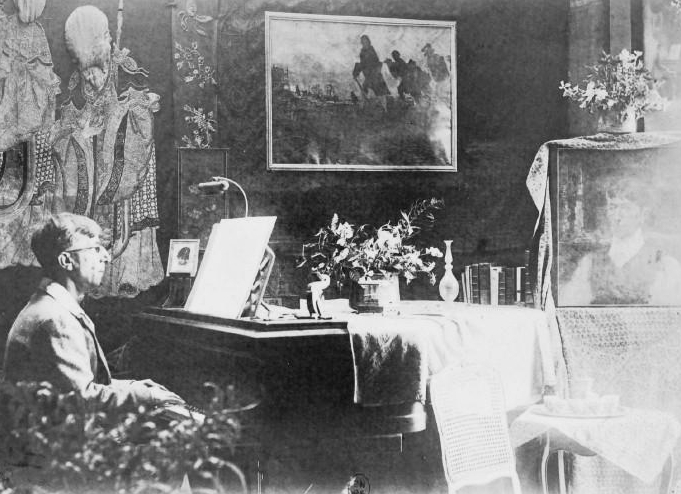
Maurice Delage a zongoránál
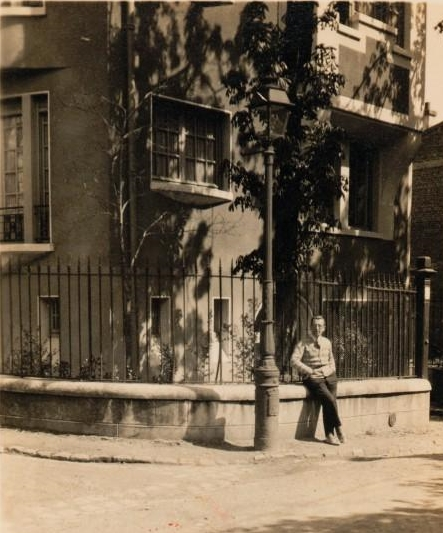
Maurice Delage párizsi háza előtt (25, Grande Avenue de la Villa-de-la-Réunion), 1930-ban
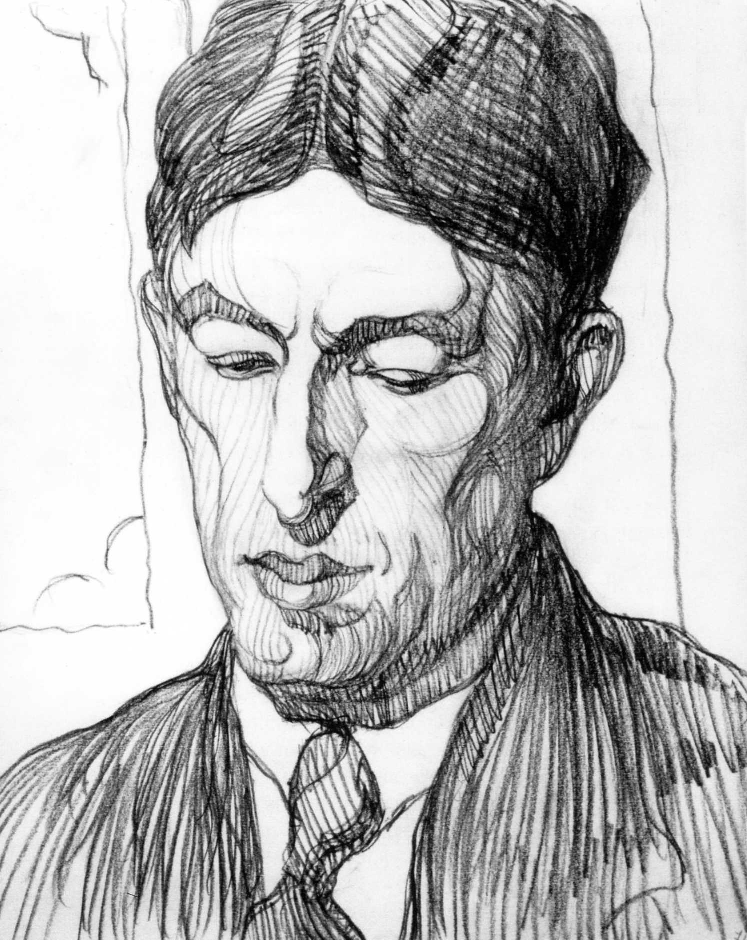
Catherine Stravinsky rajza Delage-ról

## Főbb művei

### Szimfonikus költemények
- Conté par la mer (1908)
- Les Bâtisseurs de ponts (1913) (Nyitány egy Kipling-darabhoz)
- Quatre poèmes hindous (dalrosozat);
- Ouverture pour le Ballet de l'avenir (1923)
- Contrerimes (1931), orchestration des pièces pour piano
- Bateau ivre (1954) (Arthur Rimbaud verse után);
- Cinq danses symphoniques (1958)

### Kamarazene
- Quatuor à cordes (1949)
- Suite française pour quatuor d'archets (1958)

### Dalok (ének- és zongoradarabok)
- Trois mélodies (1909)
- Ragamalika, « chant tamoul » (1914)
- Trois poèmes (1922)
- Ronsard à sa muse (1924)
- Les Colombes (1924)
- La Chanson de ma mie (1924)
- Les Demoiselles d'Avignon (1924)
- Sobre las Olas (1924) (Jean Cocteau versére)
- Toute allégresse (1925) (Paul-Jean Toulet versére)

### Dalok (ének- és zenekari darabok)
- Quatre poèmes hindous (1912)
- Sept haï-kaïs (1925)
- Két La Fonaine-mese (A róka és a holló; A gólya és a róka) (1931)
- Trois chants de la jungle (1934) (Kipling után)
- In morte di un samouraï (1950)
- Trois poèmes désenchantés (1955)

### Szóló zongoradarabok
- Schumann... (1918)
- Contrerimes (1927)